# خوسيه دي خيسوس لوبيز
خوسيه دي خيسوس لوبيز (بالإسبانية: José de Jesús López)‏ هو لاعب كرة قدم مكسيكي، ولد في 3 يوليو 1990.